# Tom Hunter
Thomas „Tom“ Hunter war ein US-amerikanischer Lacrossespieler.

## Erfolge
Tom Hunter war Mitglied der St. Louis Amateur Athletic Association, mit der er bei den Olympischen Spielen 1904 in St. Louis im ersten Lacrossewettbewerb der Olympischen Spiele antrat. Neben ihm gehörten außerdem Hugh Grogan, J. W. Dowling, W. R. Gibson, William Murphy, William Partridge, George Passmore, William Passmore, W. J. Ross, Jack Sullivan, Albert Venn und A. M. Woods zur Mannschaft. Hunter spielte dabei auf der Position des Torwarts.
Neben den Gastgebern aus St. Louis nahmen lediglich noch zwei Mannschaften aus Kanada teil: die Winnipeg Shamrocks und eine Mannschaft der Mohawk Indians of Canada. St. Louis bestritt seine erste Partie gegen die indianische Mannschaft und besiegte diese, womit sie ins Endspiel gegen die Winnipeg Shamrocks einzog. Mit 2:8 war sie diesen jedoch deutlich unterlegen und Hunter erhielt letztlich wie seine Mannschaftskollegen die Silbermedaille.